# Joseph Theodor Johann Baptist von Karg-Bebenburg

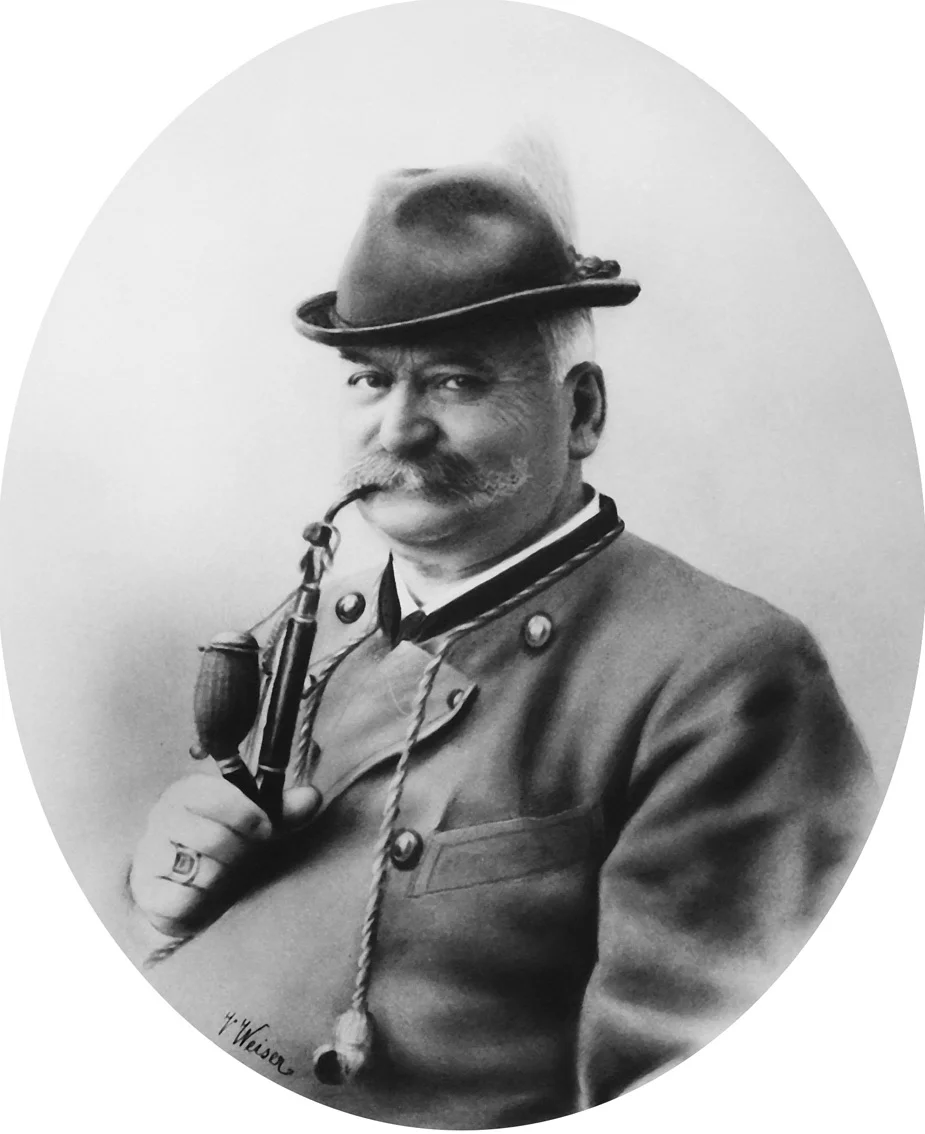
Porträt des Joseph Theodor Johann Baptist Freiherr von Karg-Bebenburg

Joseph Theodor Johann Baptist Freiherr von Karg-Bebenburg (* 30. Mai 1833 in Regensburg; † 5. Mai 1899 in St. Zeno bei Bad Reichenhall) war ein fränkisch-bayerischer Adeliger, Offizier, Beamter, Philanthrop und Hundezüchter.

## Leben

### Militärische Laufbahn/Staatsdienst
Nach dem Schulbesuch in München, wo sein Vater Philipp Marquard Theodor Sigmund Freiherr von Karg-Bebenburg als Polizeidirektor tätig war, schlug von Karg-Bebenburg in den 1850er Jahren eine Offizierslaufbahn im österreichischen Heer ein. Während des Italienischen Unabhängigkeitskriegs von 1859/60 trat er als Oberlieutenant in  die mit Österreich verbündeten päpstliche Armee ein. Infolge der Niederlage der päpstlichen Truppen und der Eingliederung weiter Teile des Kirchenstaats in das Königreich Sardinien leitete er Ende 1860 in München die Wiederanwerbung gefangener und von Sardinien ausgelieferter päpstlicher Soldaten. Für seine Verdienste verlieh ihm Papst Pius IX.. im gleichen Jahr das Ritterkreuz des Ordens Gregors des Großen.
1861 nahm von Karg-Bebenburg seinen Abschied aus dem päpstlichen Bersaglierikorps und wechselte in den bayerischen Staatsdienst. Nach einer Tätigkeit als Zollpraktikant in Simbach am Inn, Passau und München fungierte er von 1865 bis 1868 als Königlicher Grenzoberkontrolleur in Reichenhall.

### Persönliches
In Bad Reichenhall lernte er die englische Millionärserbin Frances Isabella Frerichs (* 2. August 1847 in Cheltenham, Gloucestershire, † 14. Mai 1899 in Bad Reichenhall) kennen, deren Vater Johann Andreas, ein Kaufmann aus Manchester, 1866 bei einem Kuraufenthalt in Bad Kirchberg verstorben war.
Am 29. Oktober 1868 heirateten von Karg-Bebenburg und Frerichs in London. Diese Ehe verschaffte dem jungen Adligen hinreichende finanzielle Unabhängigkeit, um die Entlassung aus dem Staatsdienst anzusuchen, die ihm Ende des Jahres gewährt wurde.
Er war danach Gutsbesitzer zu St. Zeno, wo er ab ca. 1870 den noch heute bekannten Bayerischen Gebirgsschweißhund züchten ließ. Er beschäftigte als Waidmann ein Dutzend Jäger.
Am 14. Oktober 1871 kam in München Tochter Elsa Maria Louisa († 14. Oktober 1959 in Bad Reichenhall) zur Welt.
1868, im Jahr seiner Heirat, erwarb er für 30.000 Gulden eine weitläufige Grundfläche zwischen dem Pfarrhof St. Zeno und dem Ortsanfang Reichenhalls, um darauf ein repräsentatives Palais im italienischen Stil zu errichten. Für die Entstehung der „Villa Karg“ und der umgebenden Parkanlagen (1869–71) zeichneten bedeutende Künstler wie der Architekt Karl Bernatz und der Maler August Hövemeyer verantwortlich. Mit diesem groß angelegten Projekt schloss von Karg Bebenburg nicht nur die städtebauliche Lücke zwischen dem Dorf St. Zeno und der Reichenhaller Kurvorstadt; er schuf auch ein architektonisches Ensemble, das – als Teil des Karlsgymnasiums – bis heute entscheidend das Stadtbild prägt.
Aus den Nachrufen zu ihm geht hervor, dass Karg-Bebenburg jährlich Weihnachtsbescherungen für Kinder veranstaltete und die Wiedereinführung der Gebirgstracht durch Wildlederschenkungen an Landgemeinden zur Lederhosenherstellung förderte. Darüber hinaus gründete er 1875 die Alpenvereinssektion Reichenhall und wurde Vorsitzender des Deutschen und Österreichischen Alpenvereins. 1877 stiftete er die Mittel für das große Sonntagshorn-Panorama des Alpenvereins. Ihm zu verdanken ist der Bau einer großen Anzahl von Jagdhütten und Weganlagen deren wichtigste der „Baron-Karg-Reitweg“ von Unken auf das Sonntagshorn ist.